# Ройтберг, Григорий Ефимович
Григо́рий Ефи́мович Ро́йтберг (род. 20 августа 1951, Сороки, Молдавская ССР) — российский учёный-медик, кардиолог, организатор здравоохранения, предприниматель. Доктор медицинских наук (1990), профессор (1990), заведующий кафедрой семейной медицины Российского национального исследовательского медицинского университета им. Н. И. Пирогова (с 1998), президент многопрофильной частной клиники АО «Медицина» (с 1990).
Действительный член (академик) Российской академии наук (2011). Заслуженный врач Российской Федерации (2003). Лауреат премии Правительства Российской Федерации в области образования (2010) за цикл трудов «Основы клинической диагностики и лечения заболеваний внутренних органов». Член Бюро президиума Российского еврейского конгресса, Президент Московской еврейской религиозной общины.

## Биография
Родился в семье зоотехника Ефима Петровича (Хаима Пейрецовича) Ройтберга и медсестры Клары Моисеевны Ройтберг. В 1968 году окончил сорокскую среднюю школу № 2 имени А. С. Пушкина, затем 2-й Московский медицинский институт имени Н. И. Пирогова (1974) и клиническую ординатуру при кафедре госпитальной терапии № 1 там же (1976).
В 1976—1981 годах работал врачом-терапевтом московской городской клинической больницы № 7; с 1981 года, после защиты кандидатской диссертации — заведующий кардиологическим отделением и доцент кафедры госпитальной терапии Московского стоматологического института. С 1990 года — профессор кафедры пропедевтики внутренних болезней Российского государственного медицинского университета. 28 апреля 2005 года избран членом-корреспондентом РАМН, 9 декабря 2011 года — действительным членом (академиком) РАМН.
В 1990 году открыл многопрофильную частную клинику (лечебно-диагностический центр) ОАО «Медицина», на основе которой в январе 1998 года Г. Е. Ройтбергом была организована первая в стране кафедра семейной медицины на факультете усовершенствования врачей Российского государственного медицинского университета.
Г. Ройтберг в 2022 году стал инициатором и спонсором открытия монумента в память о тысячах евреев, убитых в Малахунском лесу возле города Сороки в Молдове. Перед началом мероприятия Григорий Ройтберг, который родился и вырос в городе Сороки, назвал массовое убийство «личной трагедией», поскольку жертвами расстрела стали и члены его семьи. По словам профессора, идея установки мемориала была завещана его отцом, а реализация проекта неоднократно откладывалась из-за трудностей с финансированием и глобальной пандемии COVID-19.
«Мы не должны забывать о тех ужасных событиях, — отметил господин Ройтберг. — Мы не должны забывать, что если они произошли, значит, их повторение все еще возможно».
В 2024 году Григорий Ройтберг финансировал проект оцифровки всех номеров журнала «Советиш геймланд» — единственного в СССР литературного журнала на идише после возобновления центральной периодической печати на этом языке (1961—1991) (в Биробиджане с 1930 года никогда не прекращалась публикация газеты «Биробиджанер штерн» на идише, а печать книг на этом языке была возобновлена в Москве с 1959 года).

## Семья
Сын — Павел Григорьевич Ройтберг (род. 1977, Москва), кандидат экономических наук, литератор, генеральный директор ЗАО «Цифровые Миры».

## Монографии
- Сократительная функция и ишемия миокарда (с Л. Л. Орловым, А. М. Шиловым). Институт физиологии имени И. П. Павлова. — М.: Наука, 1987.
- Лабораторная и инструментальная диагностика заболеваний внутренних органов (с А. В. Струтынским). — М.: Бином, 1999. — 622 с. (2-е изд., 2002).
- Внутренние болезни (с А. В. Струтынским). — М.: Бином, 2003. — 856 с.
- Внутренние болезни. Система органов дыхания (руководство для врачей, с А. В. Струтынским). — М.: Бином, 2005. — 472 с.
- Основы семиотики заболеваний внутренних органов: учебное пособие для студентов медицинских вузов (с А. В. Струтынским, А. П. Барановым, Ю. П. Гапоненковым). — 3-е издание. — М.: МЕДпресс-информ, 2006 (7-е изд. — М.: МЕД пресс-информ, 2011).
- Внутренние болезни. Сердечно-сосудистая система (руководство для врачей, с А. В. Струтынским). — М.: Бином, 2007. — 862 с. (2-е изд., перераб. и доп. — М.: МЕДпресс-информ, 2011).
- Внутренние болезни. Система органов пищеварения (с А. В. Струтынским). — М.: МЕДпресс-Информ, 2007. — 560 с. — ISBN 5-98322-341-0 (2-е изд. — М.: МЕДпресс-информ, 2011).
- Метаболический синдром (редактор). — М.: МЕДпресс-Информ, 2007. — 223 с.
- Внутренние болезни. Лабораторная и инструментальная диагностика: учебное пособие для системы послевузового образования врачей (с А. В. Струтынским). 2-е изд., перераб. и доп. — М.: МЕДпресс-информ, 2011. — 799 с.